# Zebulon (Georgia)
Zebulon ist eine City und zudem der County Seat des Pike County im US-Bundesstaat Georgia mit 1174 Einwohnern (Stand: 2010).

## Geographie
Zebulon liegt etwa 60 Kilometer südlich von Atlanta.

## Geschichte
Zebulon wurde 1825 gegründet und nach Zebulon Pike, einem US-amerikanischen Offizier und Entdecker, benannt.

## Demographische Daten
Laut der Volkszählung von 2010 verteilten sich die damaligen 1174 Einwohner auf 448 bewohnte Haushalte, was einen Schnitt von 2,56 Personen pro Haushalt ergibt. Insgesamt bestehen 511 Haushalte. 
67,2 % der Haushalte waren Familienhaushalte (bestehend aus verheirateten Paaren mit oder ohne Nachkommen bzw. einem Elternteil mit Nachkomme) mit einer durchschnittlichen Größe von 3,15 Personen. In 40,0 % aller Haushalte lebten Kinder unter 18 Jahren sowie in 25,2 % aller Haushalte Personen mit mindestens 65 Jahren.
30,5 % der Bevölkerung waren jünger als 20 Jahre, 27 % waren 20 bis 39 Jahre alt, 25,3 % waren 40 bis 59 Jahre alt und 17,3 % waren mindestens 60 Jahre alt. Das mittlere Alter betrug 35 Jahre. 45,9 % der Bevölkerung waren männlich und 54,1 % weiblich.
59,5 % der Bevölkerung bezeichneten sich als Weiße, 35,2 % als Afroamerikaner, 1,9 % als Indianer und 0,9 % als Asian Americans. 0,7 % gaben die Angehörigkeit zu einer anderen Ethnie und 1,9 % zu mehreren Ethnien an. 1,4 % der Bevölkerung bestand aus Hispanics oder Latinos.
Das durchschnittliche Jahreseinkommen pro Haushalt lag bei 37.788 USD, dabei lebten 37,6 % der Bevölkerung unter der Armutsgrenze.

## Sehenswürdigkeiten
Im Jahr 1980 wurde das Pike County Courthouse in das National Register of Historic Places eingetragen.

## Verkehr
Zebulon wird vom U.S. Highway 19 sowie von der Georgia State Route 18 durchquert.
Der nächste Flughafen ist der rund 60 Kilometer nördlich gelegene Hartsfield–Jackson Atlanta International Airport.

## Bildung
Zebulon verfügt über mehrere öffentliche Schulen: Die Pike County Primary, Elementary, Middle und High School. Die Son-Shine Christian Academy ist eine private Grund- und Mittelschule. Das nächstgelegene College befindet sich in Barnesville. Zahlreiche Colleges und Universitäten befinden sich außerdem in Atlanta.

## Kriminalität
Die Kriminalitätsrate lag im Jahr 2018 mit 29,8 Punkten im niedrigen Bereich (US-Durchschnitt: > 200 Punkte). Es gab einen Einbruch, drei Diebstähle und zwei Autodiebstähle.

## Sonstiges
Der 1983 veröffentlichte Film „Mord im falschen Bezirk“ mit Johnny Cash und Andy Griffith sowie die Actionkomödie „Der Tank“ (1984) wurden zum Teil in Zebulon gedreht.